# Gaetano Cozzi

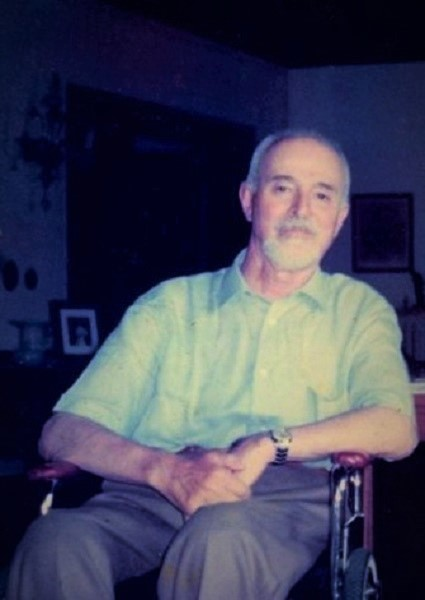
Gaetano Cozzi in seinem Haus am Campo San Barnaba in Venedig, 1997

Gaetano Cozzi (* 15. September 1922 in Zero Branco; † 15. März 2001 in Venedig) war ein italienischer Neuzeithistoriker, der sich vor allem mit Paolo Sarpi, dem Rechtssystem und der Behördenstruktur Venedigs, wie überhaupt mit der Republik Venedig und Oberitalien im 16. und vor allem 17. Jahrhundert befasste. Er lehrte an den Universitäten Venedig und für fünf Jahre auch in Padua, betätigte sich aber auch politisch in der Resistenza und für einige Zeit im Partito Radicale. Schließlich wurde er Direktor der Stiftung Giorgio Cini auf San Giorgio Maggiore.

## Leben und Werk

### Militärausbildung in Mailand und Modena, schwere Erkrankung, Politik
Cozzi besuchte die Militärschule in Mailand, übersprang ein Jahr und trat dann in die Akademie in Modena ein, die er im März 1942 als Sottotenente der Alpini verließ. Als er die Scuola di Applicazione in Parma besuchte, wurde er von einem Pferd getreten. Er erkrankte darauf an einer Infektion, die durch einen Impfstoff ausgelöst wurde, um seine Beinverletzung zu kurieren. Am Ende waren beide Beine gelähmt.
Nach dem Waffenstillstand vom 8. September 1943 nahm sein Interesse für Politik Formen an, und über Vittorio Enzo Alfieri, einen Schüler Benedetto Croces, nahm er mit der Liberalen Partei Kontakt auf, die auf Initiative Croces und Luigi Einaudis neu gegründet wurde. So beteiligte er sich an der Resistenza, wenn auch nur schreibend und vom Krankenbett, in das er für den Rest seines Lebens immer wieder zurückkehren musste.
Später verließ er die Liberale Partei und folgte der Radikalen Partei; er wurde Anhänger der Zeitschrift Il Mondo von Mario Pannunzio und schloss sich der am 1. Februar 1953 gegründeten Gruppe Unità Popolare an, der hauptsächlich ehemalige Aktive angehörten.

### Akademische Laufbahn
Schließlich gelang es ihm 1949 in Geschichte des italienischen Rechts an der Universität Mailand bei Enrico Besta seine Promotion zu absolvieren. Die Dissertation dreht sich um Paolo Sarpi und die Beziehungen zwischen Kirche und Staat, insbesondere der Republik Venedig, ein Thema, das ihn Zeit seines Lebens beschäftigte.
Von Besta und seinem Schüler Gian Piero Bognetti ermutigt, zog er nach Venedig, der Heimatstadt seiner Mutter, und begann mit Archivforschungen, wobei er eine Zeit lang mit dem Mailänder Institut zusammenarbeitete. Mit Unterstützung durch Gino Luzzatto, dem Rektor, gelang es ihm, zunächst im Gästetrakt der Ca’ Foscari unterzukommen, später im Istituto Giustinian, bis er 1955 in ein Haus in der Piscina S. Samuele einziehen konnte, das seiner Mutter Elsa Cozzi, geborene Olivetti, gehörte.
Neben Sarpi befasste er sich mit einer der venezianischen Institutionen, nämlich derjenigen der Esecutori contro la Bestemmia, deren Aufgabe darin bestand, dem Begriff nach Blasphemie jedoch allgemeiner Häresien zu bekämpfen, aber auch vom seinerzeitigen Verhaltenscodex abweichendes Verhalten. Cozzis Freundschaft mit Alberto Tenenti und Ruggero Romano geht auf diese frühen Jahre in Venedig zurück.
An der 1955 gegründeten Cini-Stiftung verschaffte ihm deren Leiter Gian Piero Bognetti eine Stellung als Sekretär. Nach einigen Artikeln verfasste er 1958 seine erste Monographie, nämlich über den 1630 gewählten Dogen Nicolò Contarini, dem er seine ganze Aufmerksamkeit widmete. Da er wegen seiner Krankheit das Bett hüten musste, diktierte er das Werk seiner Mutter.
1960 erhielt er einen Lehrauftrag für Geschichte an der Fakultät für Fremde Sprachen und Literaturen (lingue e letterature straniere) in Venedig. Im selben Jahr lernte er bei einem von der Stiftung Giorgio Cini organisierten Treffen, wo er auch als Student eingeschrieben war, seine spätere Frau Luisa Zille (1941–1995) kennen. Die beiden heirateten am 20. Oktober 1962 in Venedig. Mit ihr, der Musikerin, Dichterin und Historikerin, veröffentlichte er 1969 gemeinsam die Werke Paolo Sarpis.
1966 erhielt er einen Ruf als Dozent für mittelalterliche und moderne Geschichte an die Fakultät für Politikwissenschaft der Universität Padua. 1970 kehrte er nach Venedig zurück, diesmal allerdings an die Fakultät für Literatur und Philosophie. 1972 erhielt er zusammen mit seiner Frau Luisa die Einladung zu einem Aufenthalt am Institute of Advanced Studies in Princeton. 1973 wurde er Corresponding Fellow der British Academy.
Als Anhänger der Radikalen Partei setzte er sich 1974 gegen die Aufhebung des Scheidungsgesetzes ein, hielt sogar Kundgebungen ab. Allerdings verließ er bald die Partei wegen der übermächtigen Stellung des Parteiführers Marco Pannella.
An der Universität führte er eine Reihe von Forschungsprojekten zum Thema Stato e giustizia nella Repubblica di Venezia nell’età moderna durch. In deren Zusammenhang entstanden Arbeiten zur Verwaltung der Strafjustiz, über das Gefängnis, über die besagten Beauftragten gegen Blasphemie, über die Auditori novi, über Frauen in der Strafjustiz oder die Gerichtssprache.
1986 erschien das gemeinsam mit Michael Knapton herausgegebene Überblickswerk Storia della Repubblica di Venezia, wobei bereits im Jahr zuvor ein Sammelwerk zum Herrschaftsgebiet Venedigs, der Terraferma, entstanden war.

### Institutsdirektor an der Cini-Stiftung
Cozzi wurde Direktor des Istituto di storia della Società e dello Stato Veneziano der Cini-Stiftung, an der Seite Gino Benzonis, der ihm im Amt folgen sollte. Er wurde Mitglied der Accademia dei Lincei und 1987 zusammen mit dem Architekten Domenico Luciani Vorstandsmitglied der neu gegründeten Fondazione Benetton Studi e Ricerche (Benetton-Stiftung für Studien und Forschung) in Treviso. Dort begann er eine Reihe von Forschungsprojekten zu Themen, wie der Landschaft und dem Landleben, zur Emigration, zu Spielen. Sein als Kulturzentrum genutztes Haus in Zero Branco vermachte er der Stiftung, die seit 2016 ein jährlich ausgelobtes Studienstipendium zum Thema Spiele nach ihm benannte.

### Letzte Jahre
Am 2. Februar 1995 nahm sich seine Frau, die seit langer Zeit unter Depressionen litt, das Leben. 1998 wurde Cozzi emeritiert, im selben Jahr starb seine fast hundertjährige Mutter. 2001 starb er selbst und wurde in seinem Heimatort neben seiner Frau beigesetzt. Am Istituto Veneto di Scienze, Lettere ed Arti fand, organisiert von seinem Freund Gino Benzoni, am 23. März 2002 eine Gedenkfeier statt.

## Werke (Auswahl)
- Paolo Sarpi, il suo problema storico, religioso e giuridico nella recente letteratura, 1952.
- Fra Paolo Sarpi. l’Anglicanesimo e la Historia del Concilio Tridentino, in: Rivista Storica Italiana LXVIII (1956) 559–619.
- Sulla morte di fra Paolo Sarpi, in: Miscellanea in onore di Roberto Cessi, Bd. II, Rom 1958, S. 387–396.
- Marin Sanudo il giovane: dalla cronaca alla storia: (nel 5. centenario della sua nascita), Edizioni scientifiche italiane, 1968.
- Il doge Nicolò Contarini. Ricerche sul patriziato veneziano agli inizi del Seicento, Istituto per la collaborazione culturale (= Civiltà veneziana. Studi, 4), Venedig/Rom 1958.
- Galileo Galilei, Paolo Sarpi e la società veneziana, Barbera, Florenz 1965 (erneut unter dem Titel Paolo Sarpi tra Venezia e l’Europa, Einaudi, Turin 1979).
- Paolo Sarpi, in Storia della letteratura italiana, Bd. V: Il Seicento, Garzanti, Mailand 1967, S. 361–413.
- Religione, moralità e giustizia a Venezia: vicende della magistratura degli Esecutori contro la bestemmia, Cooperativa libraria editrice degli studenti dell’Università di Padova, Padua 1967–1968.
- Marin Sanudo il giovane: dalla cronaca alla storia (Nel V centenario della sua nascita), in: Rivista Storica Italiana 80 (1968) 297–314.
- mit Luisa Cozzi (Hrsg.): Paolo Sarpi, Opere, Ricciardi, Mailand/Neapel 1969.
- Authority and the Law in Renaissance Venice, in: J.R. Hale (Hrsg.): Renaissance Venice, London 1973, S. 293–345.
- Note su Carlo Goldoni, la società veneziana e il suo diritto, in: Atti dell’Istituto veneto di scienze, lettere ed arti CXXXVII (1978–1979) 141–157.
- Paolo Sarpi tra Venezia e l’Europa, Einaudi, Turin 1979, S. 135–234.
- (Hrsg.): Stato, società e giustizia nella Repubblica veneta (sec. XV–XVIII), Jouvence, Rom 1980.
- Repubblica di Venezia e Stati italiani. Politica e giustizia dal secolo XVI al secolo XVIII, Einaudi, Turin 1982.
- mit Michael Knapton, Giovanni Scarabello (Hrsg.): La Repubblica di Venezia in età moderna. Dal 1517 alla fine della Repubblica, 2 Bde., Turin 1986 und 1992 (=Storia d’Italia, hrsg. v. G. Galasso, Bd. XII, II).
- (Hrsg.): Gli ebrei e Venezia, Mailand 1987.
- mit Paolo Prodi (Hrsg.): Storia di Venezia. Bd. VI: Dal Rinascimento al Barocco, Istituto della Enciclopedia Italiana, Rom 1994 (darin: Venezia dal Rinascimento all’Età barocca, auf S. 3–125).
- Venezia barocca. Conflitti di uomini e idee nella crisi del Seicento veneziano, Il Cardo, Venedig 1995.
- Ambiente veneziano, ambiente veneto. Saggi su politica, società e cultura nella Repubblica di Venezia in età moderna, Marsilio, 1997.
- mit Gino Benzoni (Hrsg.): Venezia e l’Austria, Venedig 1999.
- La società veneta e il suo diritto. Saggi su questioni matrimoniali, giustizia penale, politica del diritto, sopravvivenza del diritto veneto nell’Ottocento, Marsilio, 2000.